# Vermells
Vermells és un recull de poesia escrit en català per l'escriptor austríac Klaus Ebner. A més, l'autor traduí els poemes en alemany i els publicà el 2009 amb els originals en una edició bilingüe a SetzeVents Editorial d'Urús.

## Contingut i estructuració
Conforme al títol, el poemari Vermells conté pensaments lírics que tenen una certa relació al color vermell. Referències o al·lusions al color roig però també a la sang, a l'aurora i a l'amor. Així la ressenya crítica de la poetessa catalana Marta Pérez i Sierra es diu El foc, la sang, l'amor. L'exemple següent demostra com l'escriptor està incorporant la noció del color:
| « | el vi d'antuvi vas vermells la gran glopada per l'oblit | » |

Els poemes no tenen títols ni puntuació. Car el flux de la lectura pot ésser difícil, com al·ludeix Marta Pérez i Sierra, però diu també: «(…) poemes breus cada un dels quals, sentiment, crema, i semblen independents l'un de l'altre, però junts són el foc.»
Els poemes són molt curts, fet que l'escriptor Josep Navarro Santaeulàlia destacà en el prefaci del llibre: «Al poeta Klaus Ebner li agraden els poemes amb versos curts, en què la paraula, constreta per un espai menor, sembla que es vegi obligada a forçar tot el seu ventalls de significacions.» Els versos s'encadenen de manera que cada primer vers reprengui una paraula que ja s'utilitza en el darrer vers del poema precedent. En analogia, l'últim poema es refereix al primer del llibre i suggereix un cercle o un anell.
El llibre conté vuitanta-cinc poemes, dels quals cinc són poemes en prosa, sempre sense cap signe de puntuació. Per exemple:
| « | la pregunta més tangible el privilegi cec malgrat la meticulosa cura un acudit sorgeix en mil meandres agredolç auster la seva consistència és un trencaclosques pluges de la disciplina mal entesa un prodigi molt solemne plouen rèpliques contradictòries a un camp replet de roselles al matí i al vespre agafa un full el poeta | » |

El llibre comença amb citacions dels poetes romans Enni, Gai Valeri Catul i Ovidi. El crític i escriptor austríac Wolfgang Ratz hi veu una referència a les arrels de la llengua catalana. A més, explica en la seva ressenya, destaca la paraula «gènesi» que el lector troba a l'inici del primer poema i també al final del darrer. Al·lusions al sentit simbòlic-místic del color vermells. Ratz raona que el foc i la sang suggereixen la destrucció i la vitalitat, la mort i el naixement. Però l'ús de la paraula «gènesi» exhibeix també l'estructuració simètrica del poemari.

## Interpretació i gènesi
Als Països Catalans, la publicació de Vermells rebé una certa atenció mediàtica. L'edició del poemari és bilingüe. L'autor mateix traduí els poemes en alemany que és la seva llengua materna. Els crítics austríacs, Martin Dragosits i Wolfgang Ratz, subratllen aquest fet que ells presenten com una curiositat. L'autor comenta així el fet que escriu la poesia en llengua catalana: «En català escric des de la llibertat, no des del raonament.», i confirma a més la influència essencial de sentiments: «La major part dels meus poemes ofereixen un sentiment o una barreja de sentiments - i espero que el lector pugui sentir-los igualment.»
Quan esmenta l'encadenament dels poemes, Marta Pérez i Sierra compara cada text poètic amb una anella. Les paraules repetides uneixen l'un amb l'altre i revelen «les moltes connotacions que per al poeta té el color vermell». Ressalten el ritme i la melodia que per a l'autora dissenyen una imatge.
Durant la seva entrevista, Ramon Texidó preguntà a l'escriptor on trobés la seva inspiració poètica. Klaus Ebner respongué: «En mi mateix. Potser això sona una mica estrany o fins i tot altívol, però quan escric un poema, em sembla que hi ha una mena de veu en mi que està dictant el que haig d'escriure. És clar que en els meus poemes repercuteixen les meves experiències; aquestes, però, poden datar des de fa deu o vint anys – formen una barreja que, juntament amb un sentiment particular, forgen el poema que escric. Potser cal esmentar en aquest context que escric poesia sempre a mà, amb un llapis o una ploma, mentre que escric la prosa directament a l'ordinador.»
Respecte a la traducció en alemany, Wolfgang Ratz esmenta que, degut a la col·locació de les paraules en la llengua alemanya, Ebner no pogué sempre respectar el principi de repetir la darrera paraula d'un poema a l'inici del pròxim. Afegeix però que la traducció alemanya es llegeixi com un original.